# Amara
Amara este un oraș în județul Ialomița, Muntenia, România, format din localitatea componentă Amara (reședința), și din satul Amara Nouă. Se află în partea centrală a Câmpiei Bărăganului, la 7 km nord-vest de municipiul Slobozia din același județ. Include în arealul său administrativ Stațiunea balneoclimaterică Amara cu caracter permanent, aflată la 2 km de orașul cu același nume.

## Repere geografice

### Așezare
Orașul se află în partea centrală a județului Ialomița, între comunele Grivița (Nord), Gheorghe Doja și Perieți (Vest) și municipiul Slobozia (Est și Sud).
Pe plan local altitudinea variază între 23–44 m
Stațiunea se află la o altitudine de 30 m pe malul lacului Amara.

### Căi de acces
Pe calea ferată, cea mai apropiată gară este Slobozia Veche - în orașul Slobozia - gară accesibilă pe liniile Țăndărei–Slobozia–Urziceni (la 62 km de acesta) și Călărași–Slobozia..
Orașul este străbătut de șoseaua națională DN2C, care leagă Slobozia (7 km) de Buzău (84 km).

### Climă
Climatul este continental de stepă, cu veri călduroase (temperatura medie 22-23 °C) și diferențe mari de la zi la noapte. Iernile sunt relativ reci, vânturile sunt predominente iarna dinspre nord-est, caracteristic fiind Crivățul. Temperatura medie anuală este de 10,5-11 °C precipitațiile medii însumează 450–500 mm/an.
Nebulozitatea este redusă în timpul verii, cu o medie de peste 125 zile senine în timpul anului.

### Cadrul natural
Structura geologică aparține depozitelor cuaternare, predominând loessul.
În ce privește flora și fauna, acestea sunt caracteristice stepei. Vegetația este predominant erbacee, predominând graminaceele leguminoasele și rozaceele, în vreme ce fauna este cea caracteristică celei de câmpie, cu mamifere, păsări și insecte specifice.
Rețeaua hidrografică este formată de pânza freatică ce dă naștere unor izvoare subterane sau de suprafață care alimentează continuu lacul Amara.

### Lacul Amara

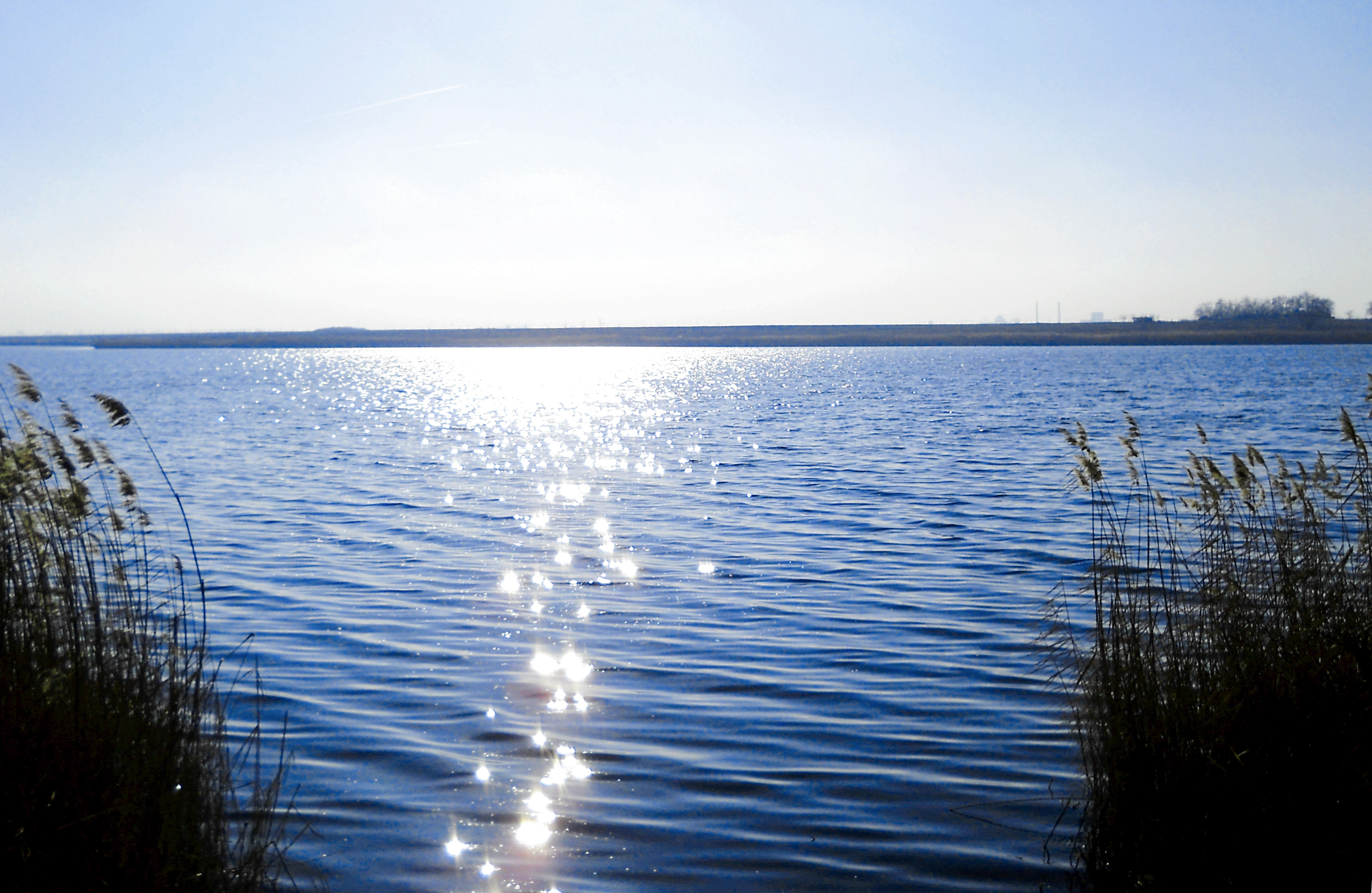

Lacul Amara este un lac natural - fost liman fluviatil barat cu aluviuni, situat într-o depresiune (Crivaia) - veche matcă a râului Ialomița - care nu mai are actual legătură cu râul. Se încadrează în partea estică a unității structurale Platforma Moesică.

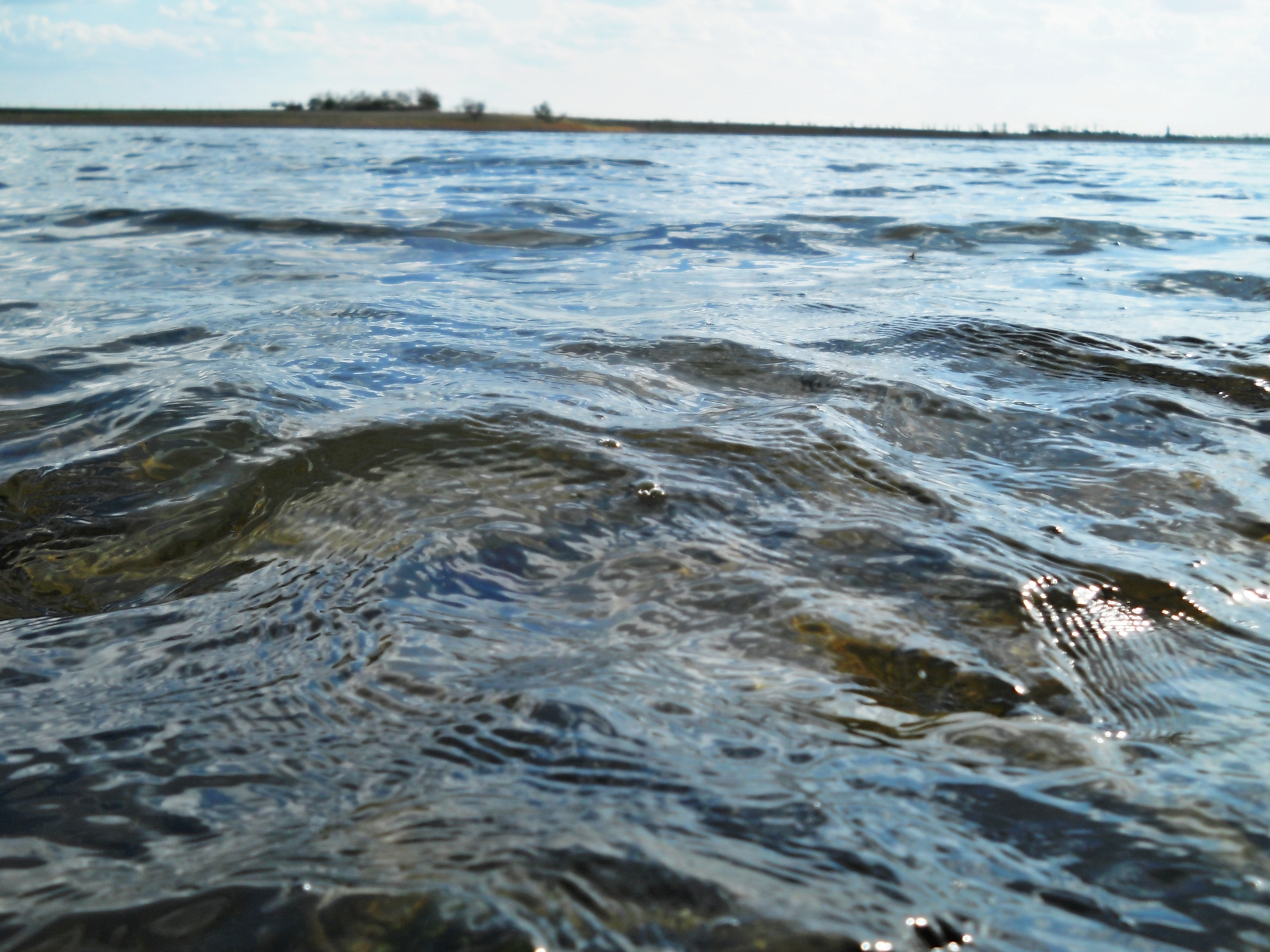

Este alimentat cu ape de șiroire (precipitații) care spală eflorescențele produse la suprafața rocilor din Câmpia Română și de către apele subterane (freatice) încărcate de săruri (predominant sulfați și cloruri). Sulfatul de magneziu si sulfatul de sodiu dizolvate în mare cantitate în apa lacului, îi dau gustul foarte amar care maschează gustul sau sărat. Prin lipsa alimentării constante cu apă dulce tot timpul anului și prin procesul de evaporare pe fondul climatului uscat, a crescut concentrația în săruri a apei.
Lacul a prezentat o tendință de creștere a nivelului începând cu perioada 1965-1966. Valori de peste 4 m adâncime au fost atinse în anii 1970-1971; pentru a împiedica inundarea terenurilor și a construcțiilor din apropiere a fost construit un canal pentru evacuarea apei in exces. Aceastã mãsura a avut o mare influență negativă asupra salinității apei: dacă în 1887 concentrația de săruri a apei era de 89,45 g/l, în 1976 aceasta ajunsese la 7,7 g/l, ceea ce a favorizat dezvoltarea unei faune specifice apelor dulci. Concomitent s-a produs și reducerea proprietăților curative ale apei și nămolului, precum și scăderea rezervei de nămol.
Nămolul sapropelic:
- Este negru (în contact cu aerul devenind cenușiu), unsuros, sărat și are un miros foarte puternic de hidrogen sulfurat. El conține 41% săruri anorganice, 39% substanțe organice și 20% apă.
- Substanțele pe care le conține sunt: sulfat de sodiu, calciu, fier sau magneziu; clorură de sodiu; hiposulfit de sodiu; hidrogen sulfurat; hidrocarbosulfit; carbonat de sodiu sau de calciu; sulf liber; acetat de sodiu; nitrat de amoniu; acid formic, glutamic butiric, propilic, clorofil-rezorcin, pirocatechin si erin.
- Grosimea stratului de nămol este de 30–60 cm.

Lacul are forma literei S, suprafața sa atinge 132 ha, volum acestuia fiind de 2,6 milioane mc, aria acestuia având o lungime de 4,2 km și o lățime între 200 și 800 m. Adâncimea maximă actuală este de 3 m.
Acest sit găzduiește efective importante ale unor specii de păsări protejate, fiind arie de protecție specială avifaunistică. Situl este important pentru populațiile cuibăritoare și în perioada de migrație .
S-au regăsit astfel în zona Lacului Amara: 10 specii de păsări care necesită conservare: egreta mică, stârcul cenușiu, barza albă, lebada de vară, eretele de stuf, chira de baltă etc.), 30 de specii de păsări care necesită o protecție strictă (corcodelul mare, rața mică, rața sulițar, pescărușul argintiu, pescărușul sur, prigoria, chira de baltă, florintele etc.) și 14 specii de păsări de interes comunitar.
Din punct de vedere fitogeografic, lacul se înscrie în subzona de vegetație naturală a stepei, mult modificată în prezent datorită agriculturii și pajiștilor antropice.
Lacul este proprietate de stat fiind în administrarea RA Apele Romane -SGA Ialomița.

## Istorie

### Atestare și dovezi arheologice
Descoperiri arheologice atestă existența așezărilor omenești pe teritoriul ocupat astazi de orașul Amara, înca din perioada neoliticului târziu (obicte de ceramică specifice culturii Boian - faza Giulești);
Arealul a fost atestat documentar încă din timpul domnitorului Matei Basarab, care a înzestrat mănăstirea ridicată de el în Slobozia cu numeroase terenuri pe marginea lacului Amara. Documente scrise se păstrează din cea de-a doua jumătate a secolului al XVI-lea (acte de schimb de terenuri, hrisoave domnești, hotărnicii, etc.). În 1864 prin secularizarea averilor mănăstirești, aceste terenuri au fost preluate de stat.
Primele așezări stabile în actualul teritoriu al localității au fost consemnate în anii 1857-1859, când s-au stabilit aici grupuri de mocani veniți din părțile Făgărașului și Muscelului, cărora li s-au adăugat alte grupuri de păstori între anii 1864-1866; aceștia și-au construit bordeie și colibe în preajma lacului, formând un cătun numit atunci Bășica Galbenă sau Movila Galbenă.

### Localitatea actuală
Localitatea a luat ființă între anii 1879-1882 (când a și fost atestată documentar), prin împroprietărirea participanților la Războiul de Independență al României și a tinerilor căsătoriți. Au primit pământ atunci peste 300 de familii provenite din județele Buzău, Prahova și Ialomița.
La sfârșitul secolului al XIX-lea, Amara era un cătun cu 190 de familii al comunei Slobozia Veche. Din 1903 Amara a avut statut administrativ de comună, în componența sa intrând și satul Motalva. În 1925 Anuarul Socec consemnează comuna Amara în plasa Slobozia a județului Ialomița, cu 2098 de locuitori.
În 1950, comuna Amara a trecut în administrarea raionului Slobozia din regiunea Ialomița - care după 1952 a intrat în componența regiunii București. În 1968, comuna, având în compunere satele Amara, Amara Nouă și Motalva, a revenit la județul Ialomița, reînființat.
Între anii 1974-1977 a primit locuitorii satelor desființate Motalva și Amara Nouă în partea estică.
Din aprilie 2004 stațiunea a devenit oraș, potrivit Legii nr. 83 din 7 aprilie 2004.

## Demografie
Componența etnică a orașului Amara
     Români (87,69%)
     Alte etnii (0,41%)
     Necunoscută (11,9%)
Componența confesională a orașului Amara
     Ortodocși (85,8%)
     Alte religii (1,26%)
     Necunoscută (12,93%)
Conform recensământului efectuat în 2021, populația orașului Amara se ridică la 6.805 locuitori, în scădere față de recensământul anterior din 2011, când fuseseră înregistrați 7.345 de locuitori. Majoritatea locuitorilor sunt români (87,69%), iar pentru 11,9% nu se cunoaște apartenența etnică. Din punct de vedere confesional, majoritatea locuitorilor sunt ortodocși (85,8%), iar pentru 12,93% nu se cunoaște apartenența confesională.

## Politică și administrație
Orașul Amara este administrat de un primar și un consiliu local compus din 15 consilieri. Primarul, Ionuț-Valentin Moraru[*], de la Partidul Social Democrat, este în funcție din 1 noiembrie 2024. Începând cu alegerile locale din 2024, consiliul local are următoarea componență pe partide politice:
|  | Partid                          | Consilieri | Componența Consiliului | Componența Consiliului | Componența Consiliului | Componența Consiliului | Componența Consiliului | Componența Consiliului |
|  | ------------------------------- | ---------- | ---------------------- | ---------------------- | ---------------------- | ---------------------- | ---------------------- | ---------------------- |
|  | Partidul Social Democrat        | 6          |                        |                        |                        |                        |                        |                        |
|  | Partidul Național Liberal       | 5          |                        |                        |                        |                        |                        |                        |
|  | Alianța pentru Unirea Românilor | 4          |                        |                        |                        |                        |                        |                        |

## Repere balneare
Lui Petru Poni i se datorează primele analize chimice ale apei și nămolului lacului în 1887, astfel prin publicațiile din aceea vreme făcându-se cunoscute compozițiile apei și nămolului sapropelic negru, bogat în sulf, magneziu și clorură de sodiu. În 1892 autoritățile județene au decis să înființeze un serviciu al băilor, însărcinat cu exploatarea instalațiilor de băi calde. Patru ani mai târziu în 1896, Amara era folosită amplu de populație, sezonier. Documentele timpului rețin ca bilanț al unui sezon de cură un număr de 452 de bolnavi și 3200 de băi.
Prima instalație publică pentru băi calde a fost facută din scânduri în anul 1905, ea fiind distrusă în timpul Primului Război Mondial. În aceeași perioadă localnicii au făcut în locuințele lor instalații primitive de băi, încălzind apa și nămolul în cazane.
Caracterele terapeutice ale lacului în comparație cu cele ale factorilor de cură din alte stațiuni balneare din țară, au fost descoperite mai târziu (1936), până atunci populația din împrejurimi folosind în boli reumatice - empiric apa și nămolul. Doar după al Doilea Razboi Mondial, au fost ridicate construcții destinate turismului balnear și a fost amenajată plaja pe malul lacului Amara pentru băi de soare.

## Resurse balneoclimatice și particularități de cură
Factori naturali de cură:
- Apa lacului (pentru cură externă) care este hipertonă sulfatată, clorurată-sodică, magneziană, slab bromurată, cu mineralizare variabilă.[21]
- Nămolul sapropelic din lac
- Apa minerală (pentru cură internă) cu o mineralizare de 1632 mg/l de la sondă, care este sulfuroasă, slab sulfatată, bocarbonatată, sodică, megneziană, hipotonă
- Bioclimat de stepă, excitant - solicitant, parțial ameliorat de parcul stațiunii.

### Indicații terapeutice
- Afecțiuni[6] ale aparatului locomotor: reumatismale (degenerative, abarticulare, inflamatorii) sechelare post-traumatice, neurologice periferice
- Afecțiuni ginecologice[6]
- Boli asociate[6]: Afecțiuni dermatologice, boli profesionale, afecțiuni endocrine
- În cură internă, apa de la sondă poate folosi în[21]:

- Afecțiuni hepatobiliare (coleretică), sechele după intervenții asupra căilor biliare
- Cure de diureză (Diateza urică, Gută, Litiazele urinare, Diabetul zaharat)

### Contraindicatii
- Generale[6] pentru cura balneoclimatică la adulți.
- Speciale[6] pentru cura balneoclimatică pentru patologii specifice.

### Baza de tratament
Facilități:
- Căzi pentru băi calde cu nămol
- Împachetari calde sau reci și oncțiuni cu namol
- Bazine cu apă provenită din lac
- Buvetă pentru cură internă cu apă minerală
- Electroterapie
- Sali pentru gimnastica medicala si masaj medical
- Aerohelioterapie

În prezent, anual ajung în oraș peste 14.000 de vârstnici din întreaga Românie, atrași de potențialul terapeutic al stațiunii.

## Baza turistică și de agrement

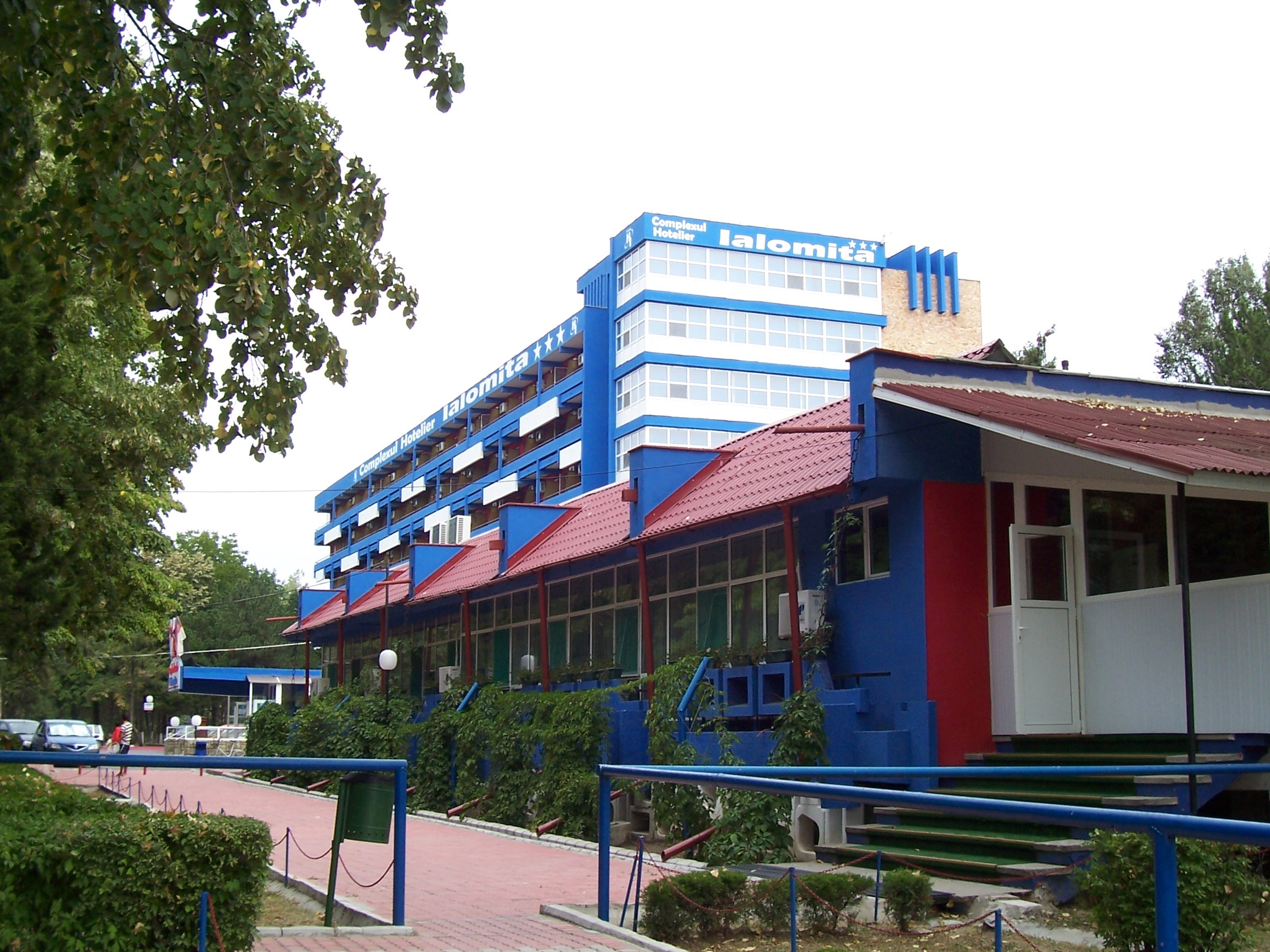

Locurile de cazare sunt grupate în principal în hoteluri, care au baze de tratament recuperator ce asigură executarea procedurilor de peloidoterapie, hidroterapie, terapie fizicală și kinetoterapie. Toate au plaje proprii. 
- Lebăda: categoria două stele, capacitate de 944 locuri repartizate în doua corpuri de cazare, acționari sunt marile confederații sindicale.
- Ialomița: categoria trei stele, capacitate de 480 locuri, aflat în proprietatea Ministerului Muncii și Protecției Sociale. A beneficiat de investiții, în special după 1998.
- Complexul balnear Parc: este format din 2 hoteluri, de trei stele (Hotel Parc) cu 432 de locuri, respectiv patru stele (Hotel Dana) cu 78 locuri, capital integral privat. Este complet renovat.
- Vila Irina: capacitate 56 de locuri, aflată în administrarea Ministerului Justiției prin Administrația Națională a Penitenciarelor.

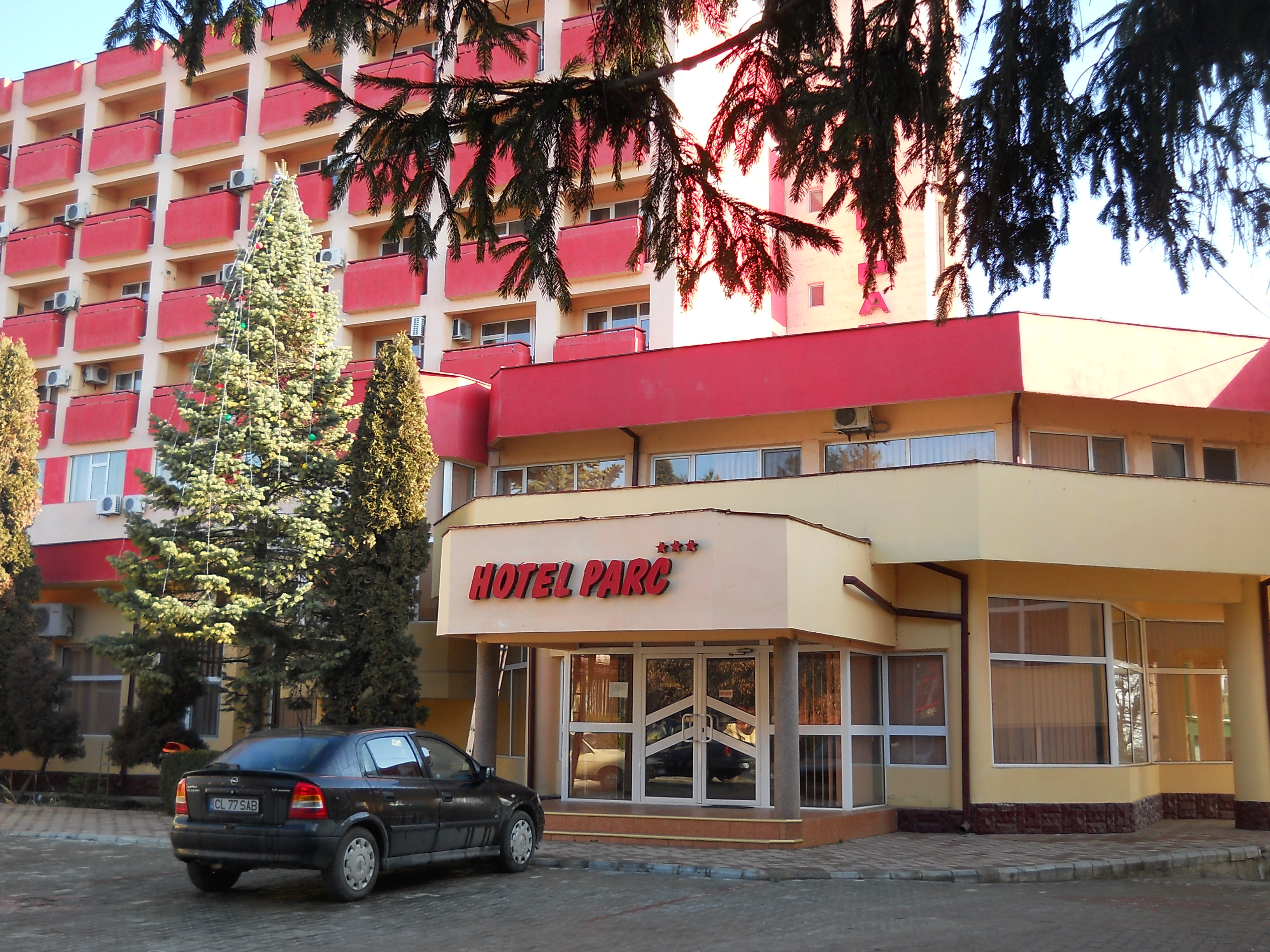

Tabăra de copii Pavilioane, este amenajată din 1975, fiind situată într-o pădure de salcâm, plantație de foioase și livada de nuci. Are o capacitate de 110 locuri iar în curte se află o bază sportivă.
Numeroase alte unități de cazare - moteluri, vile - completează oferta turistică.
Există și un camping, cu căsuțe și loc pentru corturi.
Plaje:

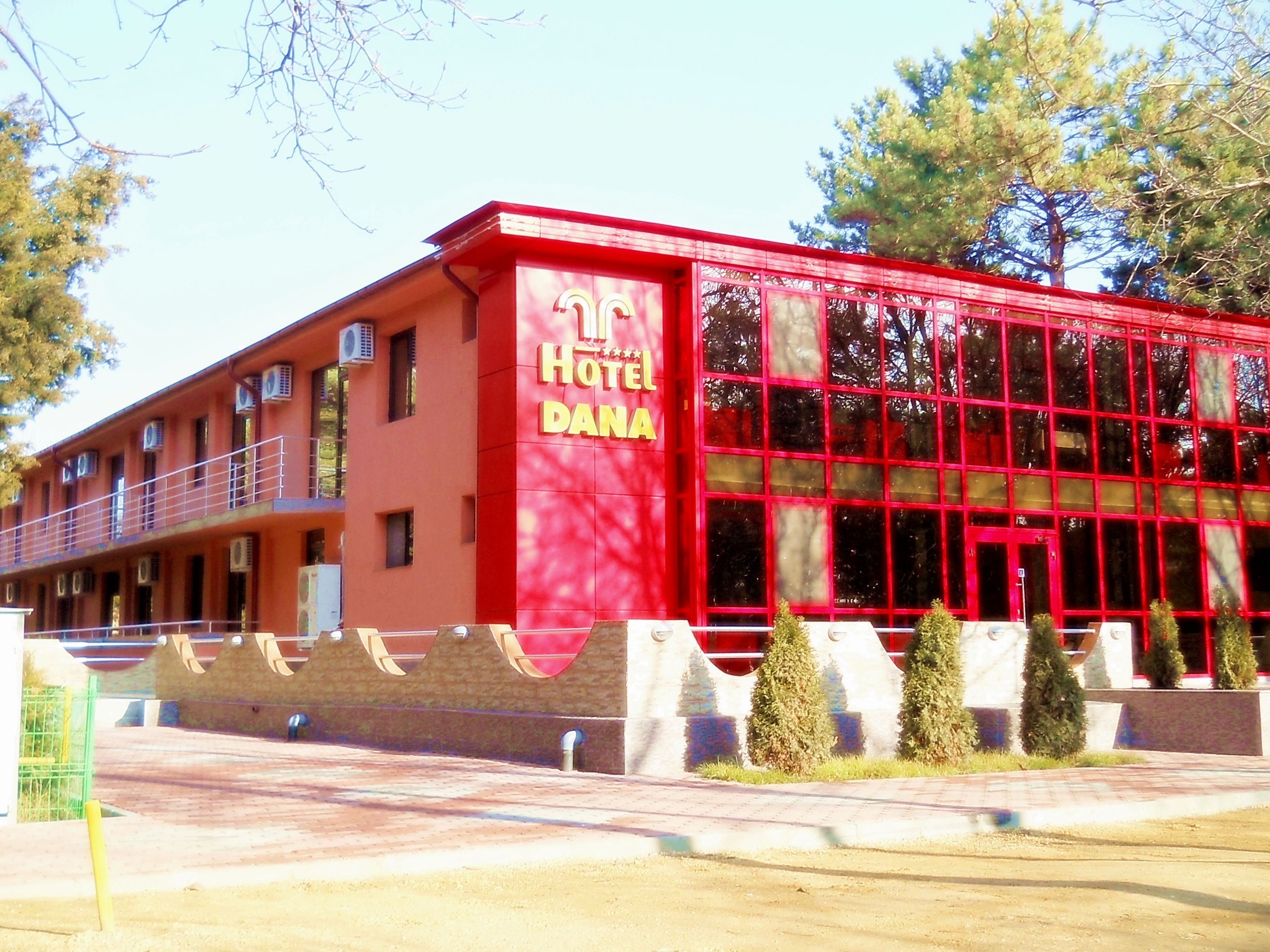

- Hoteliere: Lebăda, Splendid (Hotel Ialomița), Mircești (Complexul Parc)
- Plajă pentru copii - amenajată în cadrul Taberei de copii
- Plajă (în regim privat) pentru nudiști - amenajată cu secțiuni separate pentru femei și bărbați (Hotel Parc)[28]

## Obiective turistice

### Locale
Parcul dendrologic (care se întinde de-a lungul a 150 ha în lungul lacului Amara) și Herghelia Jegalia.

### De vecinătate
Municipiul Slobozia
- Muzeul Județean (colecții de arheologie, artă plastică, istorie, artă populară)
- Muzeul Agriculturii
- Centrul Cultural „Ionel Perlea”
- Biserica ‘’Sfinții Voievozi’’ (fostă mănăstire construită în 1628)
- Monumentul Eroilor din Primul Război Mondial

Arealul înconjurător:
- Lunca Ialomiței, Pădurea Sudiți, Crângul Frumos, Pădurea Buiești (rezervații cinegetice).
- Comuna Balaciu: Mănăstirea Balaciu - ridicată în 1750 de familia boierilor Piteșteanu
- Comuna Ciulnița: Biserica din lemn “Sfântul Nicolae”
- Comuna Ion Roată: Muzeul sătesc de etnografie
- Comuna Ograda: Casa Memorială "Ionel Perlea"
- Comuna Sinești: Conacul Marghiloman – construcție realizată între anii 1869 – 1874

## Repere culturale

### Trofeul Tinereții de la Amara

Trofeul Tinereții de la Amara este un festival de muzică ușoară românească, ce s-a impus ca fiind al doilea de gen din țară după Festivalul Național de Muzică Ușoară de la Mamaia.
Acesta se desfășoară în luna august la grădina de vară din orașul Amara. În trecut a mai avut loc și în Municipiul Slobozia. Este singurul care aparține genului în România, și care a ajuns la 49 de ediții fără a fi întrerupt.
Pe scena festivalului:
- S-au perindat o seamă de concurenți din rândul cărora s-au desprins ulterior interpreți de marcă: Janina Matei, Mihaela Runceanu, Angela Ciochină, Aurel Moga, Marina Scupra, Aurel Moldoveanu. Aici de-a lungul timpului, au urcat nume sonore ale muzicii ușoare românești: Gică Petrescu, Luigi Ionescu, Doina Badea, Marina Voica, Aurelian Andreescu, George Nicolescu, Mircea și Adrian Romcescu, Monica Anghel, Sanda Ladoși, Marcel Pavel, Carmen Rădulescu, Madalina Manole, Laura Stoica, Anca Țurcașiu, Daniela Gyorfi, Gabriel Cotabiță, Ricky Dandel.
- De asemeni, tot aici au concertat trupe în vogă ale momentului: 3 Sud Est, Andrè, ASIA, Valahia, Latin Expres, Iris, Talisman, RoMania, Voltaj, Holograf, Bosquito, Genius, Candy, Schimbul 3, Blondy, Double D, Body&Soul, Amadeus, Direcția 5, Pops, Akcent, Sistem, Corina, Nico, Mihai Traistariu, Hi-Q, Montuga, Bordo, Hara, Anna Lesko, Fly Project, Simplu, Ștefan Bănică (junior).
- Alături de compozitori și muzicologi reprezentativi ai componisticii și muzicologiei românești: Nicolae Kirculescu, Vasile Donose, Mircea Neagu, Ion Cristinoiu, Horia Moculescu, Dani Constantin, Ionel Tudor, Șerban Georgescu, la Amara se întâlnesc de fiecare dată redactori muzicologi ai Radioului și Televiziunii Române, realizatori de emisiuni muzicale, precum și editori ai Casei de Discuri Electrecord.
- S-au aflat jurii formate din mari personalități ale vieții muzicale și artistice românești, și cei mai cunoscuți prezentatori de spectacole și festivaluri din țară, care au conferit prestigiu acestui festival.

### Obiceiuri și tradiții
Apropierea de Slobozia, contactul cu alte persone din alte zone datorită caracterului turistic al localității și proveniența locuitorilor din regiuni total diferite, au dus la un anume „amestec” de obiceiuri.
Prima mare sărbătore dinaintea Paștelui o reprezintă Floriile. Se aduce acasă salcie sfințită și se pune la icoane pentru binele casei.
Sarbatorile Pascale au rămas cele mai importante sărbatori ale comunității. S-au adaptat modele inexistente ("Capra" spre exemplu se pare că nu exista în urma cu 50-60 de ani, acest "imprumut" fiind pus pe seama televizorului. Pentru Paști exista un adevarat calendar respectat cândva cu strictețe. Ouale erau vopsite în Joia Mare ; vinerea se ținea post negru și se cocea cozonacul , iar participarea la deniile din Săptămâna Mare își avea locul și rostul ei in viața comunității. Acest calendar se păstrează și astăzi , însa incărcătura spirituală s-a estompat.
În dimineața zilei de dinaintea Crăciunului se merge cu "Bună dimineața la Moș Ajun". De obicei copiii sunt cei care pastrază acest obicei. A doua zi de Crăciun grupuri de colindatori merg cu "Steaua" sau "Capra".
În ajun de Anul Nou, tinerii din localitate merg cu "Plugușorul".
In ziua de Bobotează, întreaga localitate este la biserică unde se săvârșeste Slujba Agheasmei celei mari și Sfințirea apei. La sfârșitul slujbei este așteptat "botezul cailor". Rând pe rând sănii și căruțe trec prin fața preotului care stropește cu apă sfințită animalele. Slujba de sfințire și botezul cailor sunt urmate de întrecerile de sănii caruțe și cai, iar câștigătorii sunt premiați de Consiliul Local.

## Personalități născute aici
- Tudorița Chidu (n. 1967), atletă.